# Среднеазиатская зона ПВО
Среднеазиатская зона ПВО — территориальное оперативное объединение войск ПВО СССР накануне и во время Великой Отечественной войны, выполнявшее противовоздушную оборону войск и важных административно-политических и промышленных центров, расположенных в границах Среднеазиатского военного округа.

## История формирования и боевой путь
Среднеазиатская зона ПВО была образована приказом НКО СССР № 0015 от 14 февраля 1941 года в границах Среднеазиатского военного округа. Штаб зоны — город Ташкент. Границы зоны — в пределах Среднеазиатского военного округа. Командующий зоной является помощником командующего войсками Среднеазиатского военного округа
Формирование зоны происходило весной 1941 года. Состав зоны включал отдельные части окружного подчинения.
К февралю 1942 года зона насчитывала до 6 отдельных артиллерийских зенитных дивизионов. К маю их количество сократилось до одного дивизиона. Истребительное прикрытие осуществлялось силами 611-го истребительного авиационного полка, сформированного в ноябре 1941 года в составе ВВС Среднеазиатского военного округа на аэродроме Ак-тепе (Ашхабад) как отдельный истребительный авиационный полк по штату 015/134 на самолётах И-153 на основании Директивы ВВС КА № 700837 от 27.10.1941 г. Окончив формирование, полк приступил с 20 декабря 1941 года к выполнению задач по плану противовоздушной обороны города Красноводска. В начале декабря 1942 года полку поставлена задача на перелёт в состав действующей армии. 15 декабря 1942 года полк убыл через Каспийское море в состав 236-й истребительной авиационной дивизии 5-й воздушной армии Закавказского фронта.
Среднеазиатская зона ПВО расформирована к 15 ноября 1943 года директивой Генштаба Красной Армии от 23.10.1943 года. В состав действующей армии зона не входила.

## Командующий
- майор Попов Константин Михайлович, врид[1], 01.06.1941 — 22.07.1941
- генерал-майор Кругляков Тимофей Петрович[1], 22.07.1941 — 09.04.1942
- подполковник Попов Константин Михайлович, врид[1], 09.04.1942 — 22.07.1942
- генерал-майор Кругляков Тимофей Петрович[1], 22.07.1942 — 30.9.1942
- подполковник Попов Константин Михайлович, врид[1], 30.09.1942 — 18.10.1942